# Last Exit to Earth
Last Exit to Earth es una película estadounidense de 1996 dirigida por Katt Shea y producida por Roger Corman. La película está protagonizada por Kim Greist y Costas Mandylor.